# Alfred Gottwaldt

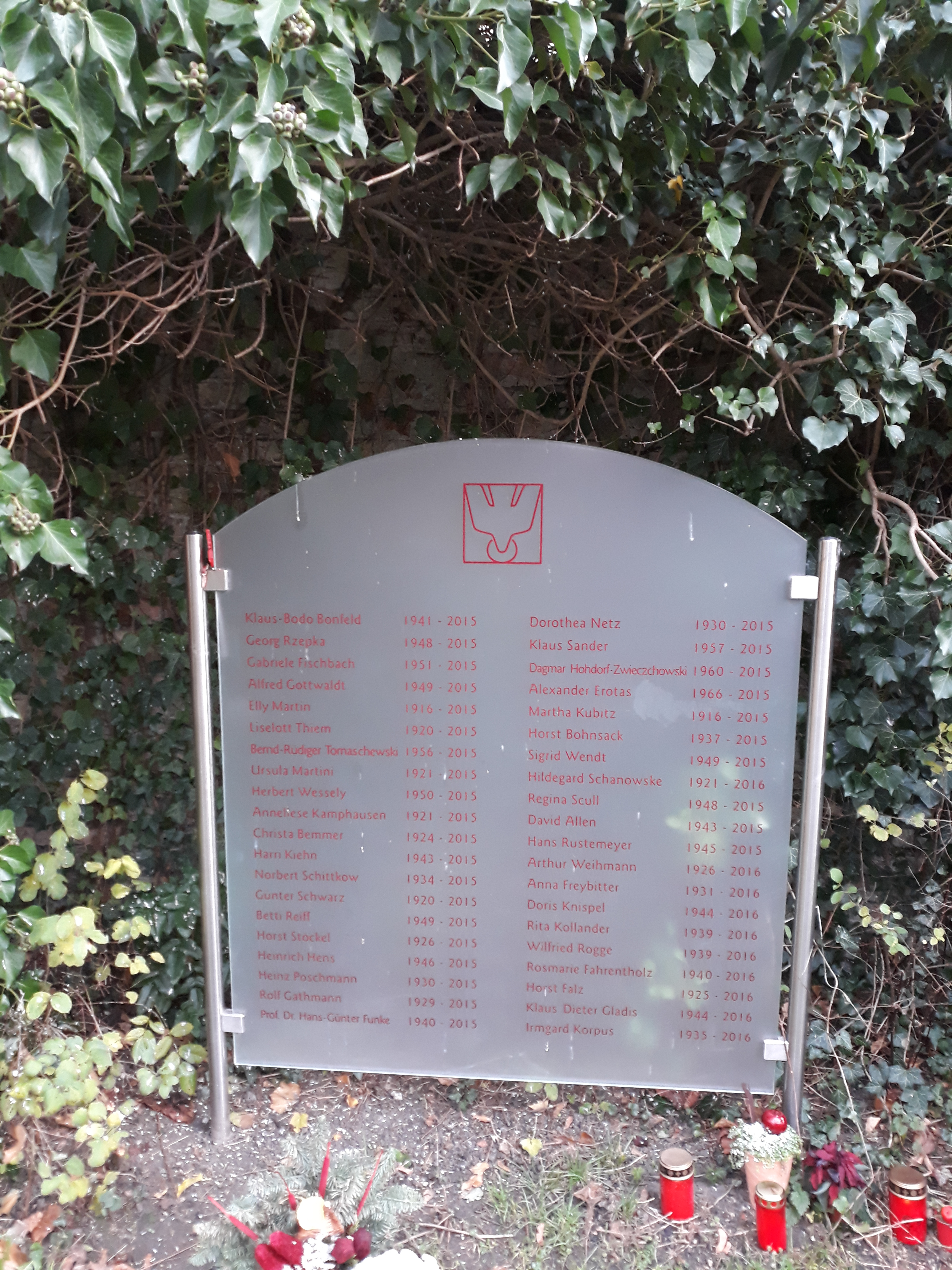
Das Grab von Alfred Gottwaldt (Name oben links, 4. von oben) in einer Urnengemeinschaftsanlage auf dem Luisenfriedhof I in Berlin-Charlottenburg.

Alfred Bernd Gottwaldt (* 4. Oktober 1949 in Berlin; † 16. August 2015 ebenda) war ein deutscher Jurist und Historiker.

## Lebenslauf
Gottwaldt studierte an der Universität Frankfurt am Main Rechts- und Staatswissenschaften und Neuere Geschichte. Bereits in dieser Zeit beschäftigte er sich in seiner Freizeit mit Eisenbahngeschichte und wurde bald nach ihrer Gründung Mitglied der DGEG. Nach seinem Studium war er zunächst als Rechtsanwalt tätig. Ende der 1970er Jahre übernahm er für mehrere Jahre das Lok Magazin als Herausgeber.
Von 1983 bis 2014 leitete er als Oberkustos in Berlin die Abteilung Schienenverkehr im Museum für Verkehr und Technik (seit 1996 Deutsches Technikmuseum Berlin). Erstmals wurde unter ihm in einem deutschen Technikmuseum die Rolle der Deutschen Reichsbahn im Holocaust in einer Ausstellung thematisiert und aufbereitet. 1985 war er an der Erarbeitung der Ausstellung „Zug der Zeit – Zeit der Züge“ zum 150-jährigen Jubiläum der deutschen Eisenbahnen in Nürnberg beteiligt. Für die Deutsche Bahn gestaltete er 2007 die Wanderausstellung „Sonderzüge in den Tod“. Er wurde 2010 an der TU Berlin zum Dr. phil. promoviert. Als Referent und Berater war Gottwaldt zudem für die Gedenkstätte Yad Vashem in Jerusalem tätig. Ebenso war Gottwaldt Mitglied im Kuratorium der Stiftung Eisenbahnmuseum Bochum.

## Wissenschaftlicher Schwerpunkt
In seinen zahlreichen Veröffentlichungen konzentrierte Gottwaldt sich vor allem auf die Deutsche Reichsbahn vor 1945 und die Zeit des Nationalsozialismus. Neben der Darstellung der technischen Entwicklung insbesondere des Fahrzeugparks der Reichsbahn sowie der Kulturgeschichte der Eisenbahn stellten die Diskriminierung jüdischer Eisenbahner, der Beitrag der Deutschen Reichsbahn zur Judenverfolgung und ihre Mithilfe bei der Deportation von Juden aus Deutschland und anderen europäischen Ländern einen besonderen Schwerpunkt von Gottwaldts Arbeit dar. Auslöser für die vertiefte Beschäftigung mit dieser Thematik war seine erstmals 1970 veröffentlichte und in den Folgejahren mehrfach überarbeitete und neu aufgelegte Arbeit über die Kriegslokomotiven der Reichsbahn, deren Produktion unter maßgeblicher Beteiligung von Zwangsarbeitern erfolgte. Gottwaldt betrachtete in seinen Arbeiten sowohl individuelle Lebensschicksale verfolgter Eisenbahner wie Ernst Spiro oder Paul Levy wie auch die rechtlichen, logistischen und technischen Fragen der Deportationen und Transporte.
Weitere Arbeiten Gottwaldts beschäftigten sich mit leitenden Beamten und Technikern der Vor- und Nachkriegsreichsbahn. So erarbeitete er biografische Skizzen des Reichsverkehrsministers Julius Dorpmüller, des „Vaters der Einheitslokomotiven“, Richard Paul Wagner und seiner beiden Nachfolger bei der Deutschen Bundesbahn, Friedrich Witte, und der Deutschen Reichsbahn in der DDR, Hans Schulze, die jeweils die Konstruktion der letzten Dampflokomotivbaureihen in beiden Teilen Deutschlands maßgeblich beeinflussten.
2016 übernahm die Deutsche Bahn Stiftung Alfred Gottwaldts Archiv zur Geschichte der Eisenbahn in Deutschland mit dem Ziel, „die Sammlungen und Forschungsarbeiten für die Nachwelt zu erschließen und zu bewahren.“ Der Nachlass mit seltenen Fotografien, Eisenbahndokumenten, Prospekten, Sammlungsgegenständen zur Eisenbahngeschichte sowie Unterlagen zu biografischen Forschungen soll von der Deutschen Bahn mit Unterstützung der Archive der Stiftung Topographie des Terrors, der Stiftung Deutsches Technikmuseum Berlin, des DB Museums und der Historikerin Diana Schulle aufgearbeitet werden.

## Veröffentlichungen (Auswahl)
- Kriegslokomotiven. Entstehung und Schicksal der deutschen Lokomotivtypen des 2. Weltkrieges. Frank, Stuttgart 1970, ISBN 3-440-03686-3.
- Die Lübeck-Büchener Eisenbahn. Privatbahn als Wegbereiter neuer Verkehrstechniken. Alba, Düsseldorf 1975, ISBN 3-87094-029-2.
- 100 Jahre deutsche Elektro-Lokomotiven. Eine Geschichte in 250 Fotografien von 1879 bis 1979. Frank, Stuttgart 1979, ISBN 3-440-04696-6.
- Deutsche Kriegslokomotiven 1939-1945. Lokomotiven, Wagen, Panzerzüge und Geschütze (Entwurf, Bau und Verwendung). Dritte, stark veränderte Auflage. Stuttgart, Franckh, 1983. Francks Eisenbahnbibliothek Produktcode „Gottwaldt, Kriegslok 1“. ISBN 3 440 05160 9
- Deutsche Eisenbahnen im Zweiten Weltkrieg. Rüstung, Krieg und Eisenbahn (1939-1945). 2. Auflage. Stuttgart, Franckh, 1985. Francks Eisenbahnbibliothek Produktcode „Gottwaldt Kriegslok 2 VH“. ISBN 3-440-05161-7
- (gemeinsam mit Hermann Kuom und Karsten Risch): Die S-Bahn in Berlin. Ende und Neubeginn eines legendären Verkehrsmittels. Kohlhammer, Stuttgart / Berlin / Köln / Mainz 1984, ISBN 3-17-008344-9.
- Deutsche Kriegslokomotiven 1939–1945. Lokomotiven, Wagen, Panzerzüge und Geschütze. Entwurf, Bau und Verwendung. Frank, Stuttgart 1993, ISBN 3-440-04044-5. (= Die Eisenbahn im Zweiten Weltkrieg.)
- Berlin, Anhalter Bahnhof. Alba, Düsseldorf 1994, ISBN 978-3-87094-226-7.
- (gemeinsam mit Petra Rösgen): Salonwagen 10205. Von der Schiene ins Museum. 4. Auflage, Stiftung Haus der Geschichte der Bundesrepublik Deutschland, Bonn 2007 (Erstauflage 1994), ISBN 978-3-937086-15-6.
- Deutsche Kriegslokomotiven 1939 bis 1945. Transpress, Stuttgart 1996, ISBN 3-440-07941-4.
- (gemeinsam mit Horst Bosetzky und einem Mann an der Kurbel): Noch jemand ohne Fahrschein? Straßenbahn-Erinnerungen. Jaron Verlag, Berlin 1997, ISBN 978-3-932202-16-2
- (mit Beiträgen von Paul Dost, Walter Ess und Karl Sander): Heeresfeldbahnen. Bau und Einsatz der militärischen Schmalspurbahnen in zwei Weltkriegen. Transpress, Stuttgart 1998, ISBN 3-613-70818-3 und ISBN 978-3-613-01080-2.
- (gemeinsam mit Diana Schulle): Die „Judendeportationen“ aus dem Deutschen Reich von 1941–1945. Eine kommentierte Chronologie. Marix, Wiesbaden 2005, ISBN 978-3-86539-059-2.
- (für die Gedenk- und Bildungsstätte der Wannsee-Konferenz): NS-Gewaltherrschaft. Beiträge zur historischen Forschung und juristischen Aufarbeitung. Edition Hentrich, Berlin 2005, ISBN 978-3-89468-278-1.
- (gemeinsam mit Diana Schulle): „Juden ist die Benutzung von Speisewagen untersagt“. Die antijüdische Politik des Reichsverkehrsministeriums zwischen 1933 und 1945. (veröffentlichte Fassung eines vom Bundesministerium für Verkehr, Bau und Stadtentwicklung beauftragten Gutachtens) Hentrich & Hentrich, Teetz 2007, ISBN 978-3-938485-64-4.
- Der deutsche „Viehwaggon“ als symbolisches Objekt in KZ-Gedenkstätten, in: Gedenkstättenrundbrief, Nr. 139 (Oktober 2007), S. 18ff und Nr. 140 (Dezember 2007), S. 3ff.
- (mit Beiträgen von Ursula Bartelsheim u. a.):  Eisenbahner gegen Hitler. Widerstand und Verfolgung bei der Reichsbahn 1933–1945. Marix, Wiesbaden 2009, ISBN 978-3-86539-204-6.
- Dorpmüllers Reichsbahn. Die Ära des Reichsverkehrsministers Julius Dorpmüller 1920–1945. EK-Verlag, Freiburg im Breisgau 2009, ISBN 978-3-88255-726-8.
- Die Reichsbahn und die Juden 1933–1939. Antisemitismus bei der Eisenbahn in der Vorkriegszeit. Marix, Wiesbaden 2011, ISBN 978-3-86539-254-1, zugleich Dissertation an der Technischen Universität Berlin unter dem Titel Zur Rolle der Reichsbahn innerhalb der deutschen Judenpolitik während der „Friedensjahre“ von 1933 bis 1939. Berlin, 2010. OCLC 918510740
  - Zur Rolle der Reichsbahn innerhalb der deutschen Judenpolitik während der „Friedensjahre“ von 1933 bis 1939 (Abstract) PDF, 1 Seite.
  - Ein zweiter Band über die Rolle der Reichsbahn bei der Vernichtung der Juden 1939–1945 war beim Tod Alfred Gottwaldts weitgehend fertiggestellt.[5]
- Wagners Einheitslokomotiven. Die Dampflokomotiven der Reichsbahn und ihre Schöpfer. EK-Verlag, Freiburg im Breisgau 2012, ISBN 978-3-88255-738-1.
- Das war die DB. Teil: 1951–1952. (insgesamt 21 Bände, 1945–1992) GeraMond, München 2012, ISBN 978-3-86245-005-3.
- Das Berliner U- und S-Bahnnetz. Eine Geschichte in Streckenplänen von 1888 bis heute. Transpress, Stuttgart 2013, ISBN 3-613-71449-3.
- Ernst Spiro. Ein jüdischer Reichsbahndirektor. (herausgegeben vom Centrum Judaicum) Hentrich & Hentrich, Berlin 2014, ISBN 978-3-95565-044-5 (= Jüdische Miniaturen, Band 150).
- Paul Levy. Ingenieur der Hedschasbahn und der Reichsbahn. Herausgegeben vom Centrum Judaicum. Hentrich & Hentrich, Berlin 2014, ISBN 978-3-95565-065-0 (= Jüdische Miniaturen, Band 155).
- Benno Orenstein. Ein jüdischer Lokomotivbauer. Herausgegeben vom Centrum Judaicum. Hentrich & Hentrich, Berlin 2015, ISBN 978-3-95565-090-2 (= Jüdische Miniaturen, Band 166).
- Wittes Neubaulokomotiven. Die letzten Dampfloks der Deutschen Bundesbahn und ihre Schöpfer 1949 bis 1977. EK-Verlag, Freiburg im Breisgau 2014, ISBN 978-3-88255-772-5.
- Mahnort Güterbahnhof Moabit. Die Deportation von Juden aus Berlin. (= Stiftung Topographie des Terrors, Notizen, Band 8.) Hentrich & Hentrich, Berlin 2015, ISBN 978-3-95565-054-4.